# 芳特內萊鄉 (雅西縣)
47°31′N 27°19′E / 47.517°N 27.317°E
芳特內萊鄉（羅馬尼亞語：Fântânele, Iași），是羅馬尼亞的鄉份，位於該國東北部，由雅西縣負責管轄，面積33平方公里，海拔高度123米，2007年人口2,154，人口密度每平方公里66人。